# Года, Жюль
Жюль Года (фр. Jules Goda; род. 30 мая 1989[…], Яунде) — камерунский футболист, вратарь клуба «Монтлуи» и национальной сборной Камеруна.

## Клубная карьера
Во взрослом футболе дебютировал в 2007 году за команду «Бастия».
С 2011 по 2016 года играл в составах команд «Олимпик Марсель», «Портимоненсе», «Лариса» и «Газелек Аяччо».
В состав клуба «Аяччо» присоединился в 2016 году.

## Международная карьера
11 октября 2011 года дебютировал за национальную сборную Камеруна в матче против сборной Экваториальной Гвинеи.
В составе сборной был участником Кубка африканских наций 2017 в Габоне, где камерунцы выиграли золотые медали.